# Prêmio TIM de Música de 2006
Lista dos vencedores do prêmio TIM de música brasileira no ano de 2006.

## Homenageado
Jair Rodrigues

## Categoria arranjador
- Rildo Hora por À Vera de Zeca Pagodinho

## Categoria canção
- "Rio de Sonho" de Dominguinhos e Wally Bianchi (interpretada por Dominguinhos e Elba Ramalho)

## Categoria projeto visual
- Olga Bilenky e Mora Fuentes por Ode Descontínua e Remota para Flauta e Oboé de Ariana para Dionísio de vários artistas

## Categoria revelação
- Spok Frevo Orquestra

## Categoria canção popular
- Melhor disco: Ao Vivo de Kleiton e Kledir
- Melhor dupla: Zezé di Camargo e Luciano
- Melhor grupo: A Cor do Som
- Melhor cantor: Roberto Carlos
- Melhor cantora: Gil

## Categoria instrumental
- Melhor disco: Jet-Samba de Marcos Valle
- Melhor solista: Sivuca
- Melhor grupo: Banda Mantiqueira

## Categoria MPB
- Melhor disco: Que Falta Você Me Faz de Maria Bethânia
- Melhor grupo: Barbatuques
- Melhor cantor: Ney Matogrosso
- Melhor cantora: Maria Bethânia

## Categoria Pop/Rock
- Melhor disco: Pré-pós-tudo-bossa-band de Zélia Duncan
- Melhor grupo: Barão Vermelho
- Melhor cantor: Lulu Santos
- Melhor cantora: Zélia Duncan

## Categoria regional
- Melhor disco: Nove de frevereiro de Antônio Nóbrega
- Melhor dupla: Elba Ramalho e Dominguinhos
- Melhor grupo: Forróçacana
- Melhor cantor: Silvério Pessoa
- Melhor cantora: Daniela Mercury

## Categoria samba
- Melhor disco: À Vera de Zeca Pagodinho
- Melhor grupo: Arranco de Varsóvia
- Melhor cantor: Zeca Pagodinho
- Melhor cantora: Alcione

## Categoria especial
- Melhor DVD: Tempo tempo tempo tempo de Maria Bethânia
- Melhor disco de língua estrangeira: Tango de Bibi Ferreira e Miguel Proença
- Melhor disco erudito: Festival Internacional de Inverno de Campos do Jordão de Orquestra Acadêmica
- Melhor disco infantil: Pé com pé de Sandra Peres e Paulo Tatit
- Melhor disco projeto especial: Choros e alegria de Mário Adnet e Zé Nogueira
- Melhor disco eletrônico: Aparelhagem de DJ Dolores

## Categoria voto popular
- Cantor: Jorge Vercilo
- Cantora: Daniela Mercury